# Reichsbank

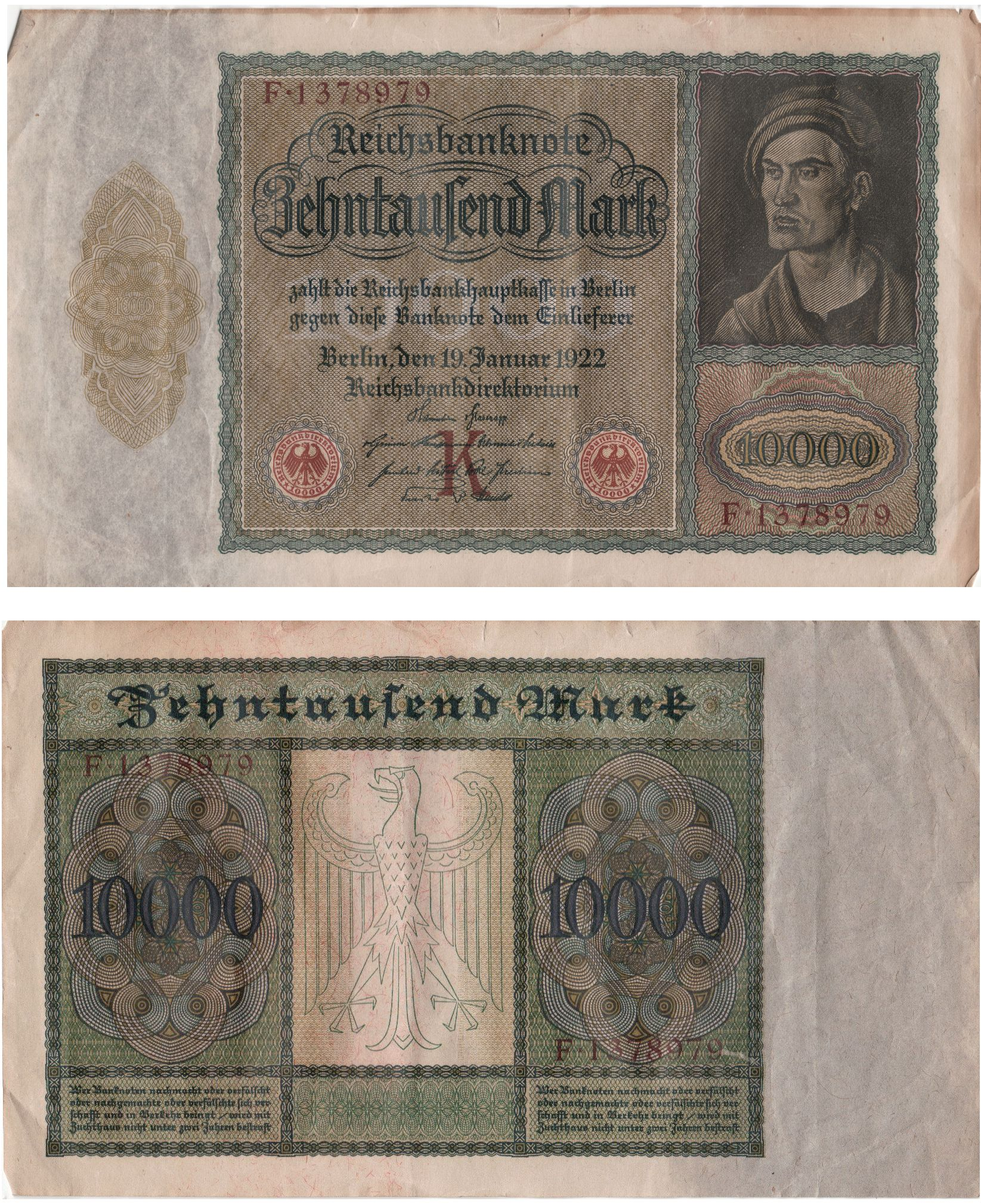
Un billet de banque de Zehntausend Mark (10000) émis par la Reichsbank en 1922. un filigrane est visible à l'œil nu, mais pas sur l'image numérique du billet.

La Reichsbank est la banque centrale de l'Allemagne de 1876 à 1945. Fondée le 1er janvier 1876 (peu après la création de l'Empire allemand en 1871), elle était détenue par une société privée de Prusse, mais étroitement surveillée par le gouvernement du Reich. Son premier président fut Hermann von Dechend.

## Historique
Avant l'unification de 1871, l'Allemagne avait 31 banques centrales, les Notenbanken, car chaque État indépendant émettait sa propre monnaie. En 1870, une loi fut votée impliquant que le privilège d’émission de billets pût uniquement être obtenu avec l’autorisation fédérale, interdisant la création libre de monnaie par les banques. 

### Création
La loi monétaire allemande du 9 juillet 1873 accélère ensuite l'unification monétaire de l'Allemagne car le Goldmark devient aussi une monnaie commerciale. L'une de ses dispositions ordonne le retrait à partir du début de l'année 1876 de la monnaie-papier émise par les gouvernements des États fédérés au sein du Reich. Seuls les billets libellés en mark sont désormais autorisés. Le thaler, vieille monnaie allemande basée sur l'argent était dominante jusqu'en 1871. Elle représente alors un stock considérable, d'environ 450 millions de marks et sera démonétisé en 1879 et retirée graduellement de la circulation jusqu'à disparaître.
En 1874, une proposition de loi fut introduite au Reichstag. Après plusieurs modifications et plusieurs concessions, elle fut adoptée en 1875 et une banque centrale unique à tout l'empire allemand, la Reichsbank, garante du Goldmark fut créée. Sa structure est bâtie sur les fondations de la Banque royale de Prusse, qui émettait depuis 1847 des billets de papier-monnaie. Le Goldmark deviendra ensuite le Papiermark à partir de 1914, puis le Reichsmark après 1924. La réserve d'or s'éleva à 1,17 milliard de marks en 1913 et à 2,09 milliards en 1914.
Malgré la création de la Reichsbank, quatre Notenbanken ont maintenu leurs activités jusqu'en 1918 dans quatre États fédérés au sein du Reich (Grand-Duché de Bade, Royaume de Bavière, Royaume de Saxe et Royaume de Wurtemberg).

### Durant la république de Weimar
Le 26 mai 1922, sous la pression des Alliés, l'Allemagne adopte la loi d'autonomie de la Reichsbank (Autonomiegesetz). En vertu de celle-ci, le gouverneur de la Reichsbank n'est plus responsable devant le pouvoir exécutif, mais devant un directoire.
Le plan Dawes de 1924 modifie profondément l'organisation de la Reichsbank. Son président est désormais désigné par un conseil de quatorze directeurs, parmi lesquels sept sont de nationalité étrangère (France, Royaume-Uni, Pays-Bas, Belgique, Suisse, Italie, États-Unis). Les directeurs ne peuvent pas être fonctionnaires ou membres du gouvernement dans leur pays d'origine, et sont choisis pour leur expertise technique. La nomination du président de la Reichsbank est approuvée par le président du Reich.
En 1923, elle doit faire face à l’hyperinflation de la république de Weimar.

### Durant le Troisième Reich

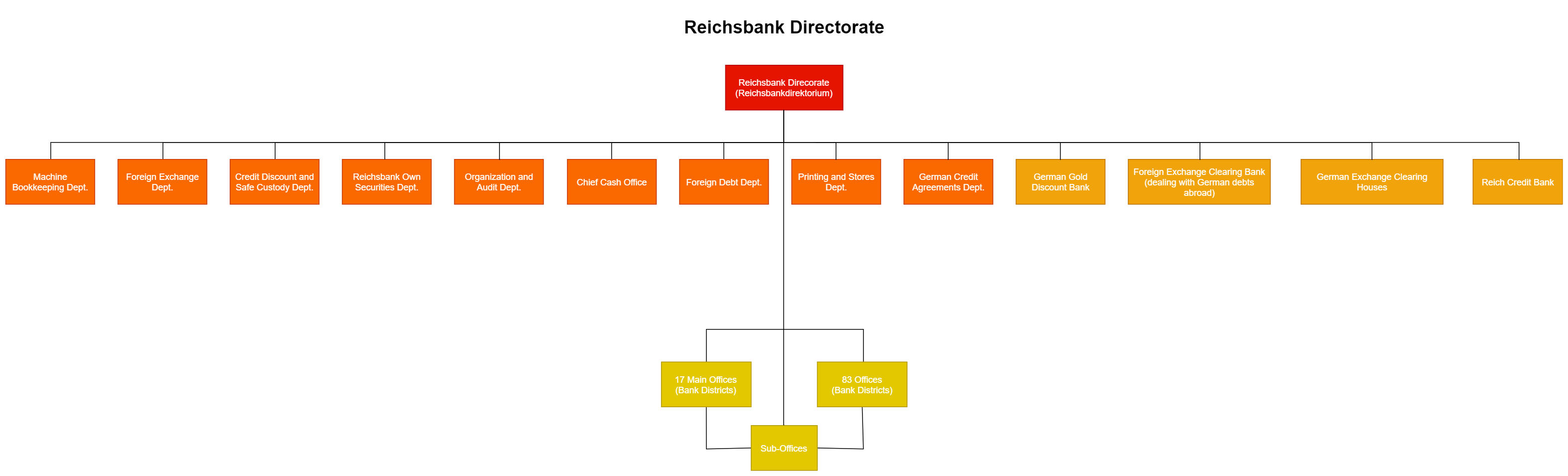
Structure de la Reichsbank durant le Troisième Reich.

#### La période 1933-1938
À partir de l'été 1933, les exportateurs allemands sont autorisés à violer les règles de l'accord sur le contrôle des changes, datant de 1931.
En outre, dans la période 1933-1938, la masse monétaire en circulation augmente régulièrement : alors qu'à la fin de l'année 1932, circule un montant en billets de banque de 3,5 milliards de Reichsmarks, il en circule 7,7 milliards de Reichsmarks en billets de banque en octobre 1938. Cette politique d'inflation, liée intimement à la politique d'accroissement du crédit, finance la reconstitution de l'appareil militaire allemand durant la période.

#### La période 1938-1945
Au fur et à mesure de l'expansion allemande en Europe, la Reichsbank joue un rôle de payeur des troupes en campagnes, par le biais des caisses de crédit motorisées.
Au fil des conquêtes allemandes, des territoires sont annexés au Reich ; sur ces territoires, des monnaies sont démonétisées et donc changées auprès de la Reichsbank, qui dispose ainsi de confortables réserves de devises, en francs, en couronnes, en zlotys, en roubles, etc.
Ainsi, en France occupée, par exemple, la section économique du commandement militaire en France est organisée par des fonctionnaires de la Reichsbank qui évaluent les besoins allemands, donc les ponctions sur l'économie française, à 35 millions de Reichsmarks par jour. De plus, la Reichsbank impose à la Banque de France une dévaluation du franc par rapport au mark de l’ordre de 25 % (1 Reichsmark valait 16 francs avant la guerre et 20 à partir de juillet 1940). Payés en francs, les frais d'occupation dus par le gouvernement français sont stockés à la Reichsbank ; lorsqu'une entreprise, ou une institution allemande effectue des achats en francs français, une requête est adressée à la Reichsbank, qui vend alors à cette entité des francs au cours d'avant la guerre, réalisant ainsi un bénéfice substantiel.
Lors de la phase de préparation de l'opération Barbarossa, la Reichsbank émet des billets pour 1,5 milliard de marks, et envisage la création de plusieurs banques centrales dans les commissariats du Reich, alors en projet. En 1942, une banque centrale pour les régions conquises est envisagée avec, à sa tête, l'un des directeurs de la Reichsbank ; le projet ne se concrétise que dans le Reichskommissariat Ukraine.

## Gouverneurs
- 1876–1890 : Hermann von Dechend (de)
- 1890–1908 : Richard Koch (de)
- 1908–1923 : Rudolf Havenstein
- 1923–1930 : Hjalmar Schacht
- 1930–1933 : Hans Luther
- 1933–1939 : Hjalmar Schacht
- 1939–1945 : Walther Funk